# Повість про латиського стрілка
«Повість про латиського стрілка» — радянський художній фільм режисера Павла Арманда, знятий на Ризькій кіностудії в 1958 році. Друга частина дилогії про героя революції Яна Фабріціуса, розпочатої фільмом «За лебединою зграєю хмар».

## Сюжет
У фільмі на прикладі долі полум'яного революціонера Мартіна Венти і простого солдата Яніса Піпарса показаний шлях, пройдений латиськими стрілками в період між двох революцій. Автори взяли за основу сюжету більшовизацію особового складу цього військового підрозділу, приділяючи підвищену увагу ролі Якова Свердлова — члена Військово-Революційного Центру, створеного для керівництва повстанням.

## У ролях
- Вальдемар Зандберг — Мартін Вента
- Едуардс Павулс — Яніс Піпарс
- Ріта Мейране — Зелма
- Харій Авенс — Майзітіс
- Альфред Віденієкс — Езерінь
- Олександр Кутєпов — Яків Свердлов
- Яніс Зенне — Берзіньш
- Артур Калейс — Радко-Дмитрієв
- Роберт Лігерс — Яніс Саулітіс
- Арнольд Мільбретс — Мілзіс
- Роберт Мустапс — Рудзітіс
- Гунар Плаценс — Аугустс Цауна
- Жаніс Прієкуліс — Отто Каркліньш
- Едуардс Салдуксніс — стрілок
- Зігріда Стунгуре — Марта
- Петеріс Цепурнієкс — фельдфебель
- Улдіс Кошкінс — Еглонс
- Я. Томсон — Лаймон Вента
- Микола Мурнієкс — епізод

## Знімальна група
- Автори сценарію: Юлій Ванагс, Семен Нагорний
- Режисер-постановник: Павел Арманд
- Оператор-постановник: Маріс Рудзітіс
- Композитор: Адольф Скулте
- Художники-постановники: Герберт Лікумс, Віктор Шильдкнехт
- Звукооператори: Волдемар Блумберг, Гліб Коротєєв
- Диригент: Леонід Вігнер
- Режисер: Роланд Калниньш
- Режисер-педагог: Юрій Юровський
- Оператор: Гунарс Індріксонс
- Художник по костюмам: Аустра Мелнаре
- Художник-гример: Валентина Кузнецова
- Оператор комбінованих зйомок: Едгар Аугстс
- Художник комбінованих зйомок: Віктор Шильдкнехт
- Директор: Марк Цирельсон